# Dino Cazares
Dino Cazares (nascido em 1966) é um músico americano, conhecido por ser o guitarrista e um dos co-fundadores da banda de metal industrial Fear Factory . Ele também é o co-fundador das bandas de metal Divine Heresy, Asesino e Brujeria . Cazares popularizou o uso de processadores de modelagem de amplificadores digitais, bem como o uso de guitarras de sete e oito cordas na música metal.

## Carreira
Cazares conheceu o cantor Burton C. Bell em 1989 e formou um grupo com o nome de Ulceration, que foi renomeado para o nome atual Fear Factory no ano seguinte com Raymond Herrera como baterista. O primeiro álbum da banda, Soul of a New Machine, foi dedicado à mãe de Cazares, Natividad, e ao irmão mais velho, Joey. Antes de fundar a Fear Factory, Cazares fazia parte da banda de grindcore Excruciating Terror, da qual saiu após um mês. Ele co-fundou o projeto paralelo mexicano de death/grind Brujeria, formado em 1989 com membros do Faith No More, Fear Factory, entre outras bandas conhecidas.
Quando o Fear Factory se separou (temporariamente) em 2002, Cazares voltou ao Brujeria, e lançou o que deveria ser o primeiro de 13 discos do Demoniaco Brujeria (um para cada membro do Brujeria). Ele formou a banda Asesino no mesmo ano, que era formada por Cazares, Tony Campos (baixista do Static-X) no baixo e voz, e Emilio Marquez na bateria. A Fear Factory foi reformada no final daquele ano sem Cazares. Em 2005, Cazares foi escolhido como capitão da equipe pela Roadrunner A&R Monte Conner para o álbum Roadrunner United, para o qual escreveu quatro canções e contribuiu com outros artistas da Roadrunner Records .
Cazares formou o Divine Heresy em 2005, que lançou seu primeiro álbum Bleed the Fifth em agosto de 2007. A banda assinou contrato com a Roadrunner Records e a Century Media, e continha Tim Yeung (All That Remains, Hate Eternal, Nile, Vital Remains, Morbid Angel) na bateria, Thomas Cummings nos vocais e (mais tarde) Joe Payne (Nile) no baixo . Cummings saiu da banda em 2008 e foi substituído por Travis Neal. Seu segundo álbum, Bringer of Plagues, foi lançado em 28 de julho de 2009.

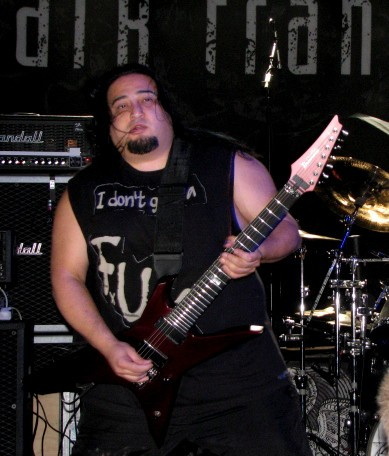
Cazares em 2008

Em 2009, Cazares voltou ao Fear Factory e lançou quatro álbuns com eles desde então. A Divine Heresy está inativa devido ao compromisso de Cazares com a Fear Factory e várias saídas que ocorreram.
Cazares dublou um personagem secundário no programa de TV da Adult Swim, Metalocalypse .
Em janeiro de 2019, Cazares anunciou seu divórcio de Jennifer Pagan Cazares no Twitter.
A partir de agosto de 2021, Cazares fez uma turnê com o Soulfly como guitarrista. Ele continua a tocar com o Soulfly em sua turnê de 35 datas de fevereiro a março de 2022.

### Reforma do Fear Factory
Em 7 de abril de 2009, Cazares e o ex-colega de banda Burton C. Bell anunciaram a reconciliação de sua amizade e a formação de um novo projeto com Byron Stroud ( Strapping Young Lad ) no baixo e Gene Hoglan (Death, Strapping Young Lad, Dethklok ) na bateria. Em 28 de abril, foi revelado que este projeto era na verdade uma nova versão do Fear Factory, sem o membro fundador Raymond Herrera e o membro de longa data Christian Olde Wolbers . Bell, quando perguntado por que Herrera e Wolbers não foram incluídos, afirmou que " Fear Factory é como um negócio e estou apenas me reorganizando. . . Não vamos falar sobre [sua exclusão]."

## Técnica e estilo
Cazares é frequentemente identificado por sua técnica de guitarra rítmica rápida e alternada, cronometrando trigêmeos silenciados pela palma e semicolcheias sincopadas com bateria de bumbo duplo . Cazares disse em 2022 que a inspiração surgiu quando ouviu pela primeira vez os riffs de "metralhadora" em " One " do Metallica, que levaram a um estilo distinto identificável na música do Fear Factory. Nos álbuns anteriores da banda, Cazares não tocou nenhum solo de guitarra no Fear Factory por razões estilísticas, mas pode ser ouvido tocando-os em suas outras bandas. No entanto, o álbum da banda de 2010, Mechanize, tem várias partes solo e solos.

## Equipamento
Por muito tempo, Cazares foi patrocinado pela Ibanez, e tinha modelos de 7 cordas customizados com captadores Blackouts da Seymour Duncan  instalados. Eles geralmente eram desafinados em um tom inteiro (A,D,G,C,F,A,D; de Obsolete em diante) para permitir registros ainda mais baixos. Sua guitarra principal em Asesino é um protótipo de guitarra Ibanez de 8 cordas (afinação padrão F#,B,E,A,D,G,B,E) carregada com 2 captadores ativos Seymour Duncan Blackout 8. Antes de usar guitarras Ibanez, seu instrumento principal era uma guitarra preta "custom shop" ESP M de 6 cordas com um único EMG 81 na ponte, desafinado para afinação B . Isso pode ser visto no vídeo da música "Replica". Seu primeiro Ibanez de 7 cordas conhecido é um Ibanez Universe UV7SBK "Silver Dot", com um pickguard modificado para caber em um único captador passivo e um botão de volume. Ele também era conhecido por ter um Ibanez Universe UV777BK com modificações semelhantes, exceto com um protótipo EMG de 7 cordas em vez de um captador passivo.
Em janeiro de 2015, a Ibanez anunciou um modelo de assinatura para Dino Cazares, o DCM100. Baseia-se na plataforma Ibanez RGD, incluindo a escala de 26,5 polegadas, mas possui um corpo de mogno, braço de maple com bubinga strip, incrustações de ponto offset, tremolo Lo-Pro Edge e um único captador Seymour Duncan Retribution. Esta guitarra faz de Cazares um dos únicos 4 artistas da Ibanez a ter uma guitarra de 7 cordas.
Depois de estar na empresa por 22 anos, ele trocou o endosso da Ibanez para a Ormsby Guitars, uma empresa com sede em Perth, Austrália. Ele anunciou a parceria em janeiro de 2019, assim como uma linha de modelos assinados, sendo dois deles revelados no Winter NAMM Show 2019.
Nos primeiros dias, seu tom de guitarra derivou de um cabeçote Marshall JCM800 modificado com médios escavados e configurações de agudos altos para produzir o tom thrash e barulhento que tem sido tão influente no gênero metal. Depois que foi roubado, ele mudou para o Line 6 POD Pro com um amplificador de potência valvulado Mesa/Boogie . Esta configuração foi usada para gravar o Digimortal . Mais tarde, Cazares endossou o Line 6 Vetta II HD, bem como um processador POD X3 Pro em um amplificador de potência valvulado Mesa/Boogie e gabinetes Rectifier 4x12 superdimensionados Mesa/Boogie. Ao tocar ao vivo, Cazares usa principalmente os alto-falantes para monitoramento, ou não os usa, já que seu sinal também é executado no PA do local. Em 2011, Cazares trocou o POD X3 Pro pelo POD HD Pro. Ele também substituiu seu amplificador de potência valvulado Mesa/Boogie por um amplificador de potência de estado sólido Matrix GT800FX 800W e seu Mesa/Boogie Rectifier 4x12 por um gabinete personalizado construído por David Laboga. Em algum momento de 2012 ou 2013, Cazares acabou mudando de Line6 para Fractal Audio, fazendo uso de seu Axe-FX II. Isso durou pouco, pois ele logo passaria a usar um Kemper Profiling Amp, um amplificador que poderia "perfilar" outros amplificadores de guitarra, permitindo-lhe obter um tom semelhante aos álbuns anteriores.
Com Divine Heresy, ele usou um velho cabeçote Marshall Valvestate VS100, Marshall JCM800, e um cabeçote Peavey 5150 reforçado com um Ibanez TS-9 .
Em 2007, Cazares mudou de captadores ativos EMG para captadores ativos Seymour Duncan AHB-1 Blackout, que ele ajudou a projetar com Duncan. Em 2014, Seymour Duncan anunciou os captadores Blackout Retribution, que são um conjunto exclusivo de captadores projetados com menos saída e mais agudos do que um conjunto Blackout padrão.

### Equipamento de guitarra e fluxo de sinal
Um diagrama de engrenagem detalhado do equipamento de guitarra Fear Factory de Dino Cazares de 2001 está bem documentado.

## Discografia

### Nailbomb
- Point Blank (1994)

### Asesino
- Corridos de Muerte (2002)
- Cristo Satânico (2006)

### Fear Factory

#### Álbuns de estúdio
- Soul of a New Machine (1992)
- Demanufacture (1995)
- Obsolete (1998)
- Digimortal (2001)
- Mechanize (2010)
- The Industrialist (2012)
- Genexus (2015)
- Agression Continuum (2021)

#### EP
- Fear is the Mindkiller (1993)

#### Demo
- Concrete (2002)

#### Compilações
- Hatefiles (2003)
- The Best of Fear Factory (2006)

### Brujeria

#### Álbuns de estúdio
- Matando Güeros (1993)
- Raza Odiada (1995)
- Brujerizmo (2000)

#### EPs
- ¡Demoniaco! (1990)
- ¡Machetazos! (1992)
- El Patrón (1994)
- Marijuana  (2000)

### Divine Heresy
- Bleed the Fifth (2007)
- Bringer of Plagues (2009)

### Die Klute
- Planet Fear (2019)

### Roadrunner United
- Roadrunner United (2005)

### Atari Teenage Riot
- 60 Second Wipeout (1999)

### Strife
- In This Defiance (1997)

### Junkie XL
- Saturday Teenage Kick (1997)
- Big Sounds of the Drags (1999)

### Soulfly
- Soulfly (1998)

### Cypress Hill
- Skull &amp; Bones (2000)